# کوکوژن
کوکوژن (به لهستانی:  Kokorzyn) یک روستا در لهستان است که در گمینا کوشچیان واقع شده‌است.
 کوکوژن  ۶۰۴ نفر جمعیت دارد.